# Stocksbridge
Stocksbridge – miasto i civil parish w Wielkiej Brytanii, w Anglii, w hrabstwie South Yorkshire, w dystrykcie metropolitalnym Sheffield, położone nad rzeką Little Don (Porter), nieopodal parku narodowego Peak District. W 2011 roku civil parish liczyła 13 455 mieszkańców. 
W mieście ma swą siedzibę klub piłkarski Stocksbridge Park Steels F.C.